# In nome del figlio
In nome del figlio (Au nom du fils) è un film del 2012 diretto da Vincent Lannoo.
Si tratta di una commedia nera scritta da Lannoo insieme a Philippe Falardeau e Albert Charles. Il film è stato candidato a sette premi Magritte, tra cui miglior film e miglior regia per Lannoo, vincendo come migliore promessa maschile per Achille Ridolfi.

## Trama
Élisabeth è una convinta cattolica. Moglie e madre di famiglia, pone la propria fede al servizio del prossimo gestendo su un canale radiofonico cristiano un programma a tema religioso rivolto a fedeli in crisi e in cerca di punti di riferimento. Su richiesta della diocesi, Élisabeth accoglie nella propria casa Padre Achille, che da quel momento diviene parte integrante della famiglia. La vita apparentemente idilliaca della donna ben presto si trasformerà in un incubo; suo marito perde la vita durante un incidente di caccia e suo figlio diviene la vittima di Padre Achille, che instaura un rapporto morboso con il ragazzo appena quattordicenne. Dopo essersi confrontata con il silenzio e la negazione della Chiesa, Élisabeth abbandona la fede e, adottando la legge del taglione, comincia una folle crociata vendicativa contro tutti gli uomini di chiesa che hanno voltato le spalle e inflitto del male alla sua famiglia.

## Produzione
Il film è stato girato in diverse località del Belgio e della Francia. La Collegiata dei Santi Pietro e Guido di Anderlecht è la chiesa che ha fatto da sfondo alle vicende della pellicola. Ulteriori riprese sono state svolte a La Hulpe, Rochefort, Autun e Praz-sur-Arly.
Il film è stato presentato in anteprima al Festival internazionale del cinema di Namur il 29 settembre 2012. La pellicola è stata distribuita nelle sale cinematografiche belghe a partire dal 3 aprile 2013. In Francia, il film è stato distribuito da Eurozoom dal successivo 7 maggio 2014.

## Accoglienza
In nome del figlio è stato accolto positivamente dalla critica cinematografica, sebbene i temi religiosi e lo stile violento della pellicola siano stati oggetto di polemiche. Il film ha ricevuto il Méliès d'oro del 2013, assegnato dalla European Fantastic Film Festivals Federation alla migliore opera europea di genere fantastico.
Caroline Vié di 20 minutes sostiene che la pellicola «trova un tono unico e seducente come opera di genere e di denuncia sociale». Dominique Widemann, scrivendo per L'Humanité, afferma che Vincent Lannoo e Philippe Falardeau – autori della sceneggiatura – costruiscono «un'accusa incontenibile e sconcertante contro la fede cieca e incondizionata, riuscendo nel loro obiettivo di denuncia».

## Riconoscimenti
- 2013 – European Fantastic Film Festivals Federation[3]
  - Méliès d'oro
- 2013 – Festival internazionale del cinema di Karlovy Vary[6]
  - Candidatura per il premio Independent Camera
- 2014 – Premio Magritte[7]
  - Migliore promessa maschile a Achille Ridolfi
  - Candidatura come miglior film
  - Candidatura come miglior regista a Vincent Lannoo
  - Candidatura come miglior attrice a Astrid Whettnall
  - Candidatura come migliore attrice non protagonista a Dominique Baeyens
  - Candidatura come migliore colonna sonora a Michel Bisceglia
  - Candidatura come miglior sonoro a Philippe Charbonnel, Guilhem Donzel, Matthieu Michaux
- 2012 – Festival internazionale del cinema di Namur[8]
  - Premio BeTV a Vincent Lannoo
  - Candidatura come miglior film
- 2013 – Festival of New Cinema[9]
  - Candidatura come miglior film
- 2013 – Neuchâtel International Fantastic Film Festival[10]
  - Miglior film fantastico
- 2013 – Premio Ramdam[11]
  - Film dell'anno